# Team Polti Kometa
A Team Polti Kometa (UCI csapatkód: PTK; korábban Eolo-Kometa) egy Olaszországban regisztrált, spanyolországi központú országúti kerékpáros csapat. A csapatot 2018-ban alapította Alberto Contador, a korábbi hétszeres Grand Tour győztes kerékpáros; testvére Fran Contador, valamint a kétszeres Giro d'Italia győztes Ivan Basso. A 2018-ban létrejött egyesület az UCI Continental besorolással indult, mint a Trek-Segafredo ifjúsági csapata. 2021-ben az új szponzor, az EOLO belépésével sikerült megszerezni a ProTeam licenszet, így jelenleg a kerékpározás másodosztályába vannak besorolva.
Legismertebb versenyzői Lorenzo Fortunato, valamint Vincenzo Albanese, de két magyar versenyző, Fetter Erik és Dina Márton is a csapatban teker.

## Keret

### 2023
| A csapat versenyzői 2023                     | A csapat versenyzői 2023 | A csapat versenyzői 2023                   | A csapat versenyzői 2023 |
| Név                                          | Születésnap              | Előző csapat                               |                          |
| -------------------------------------------- | ------------------------ | ------------------------------------------ | ------------------------ |
| Vincenzo Albanese                            | 1996. november 12.       | Bardiani CSF Faizanè (2020)                |                          |
| Davide Bais                                  | 1998. április 2.         | Cycling Team Friuli ASD (2020)             |                          |
| Mattia Bais                                  | 1996. október 19.        | Drone Hopper-Androni Giocattoli (2022)     |                          |
| Simone Bevilacqua                            | 1997. február 22.        | Vini Zabù (2021)                           |                          |
| Alessandro Fancellu                          | 2000. április 24.        |                                            |                          |
| Fetter Erik                                  | 2000. április 5.         | Pannon (2019)                              |                          |
| Lorenzo Fortunato                            | 1996. május 9.           | Vini Zabù-Brado-KTM (2020)                 |                          |
| Andrea Garosio                               | 1993. június 12.         | Biesse-Carrera (2022)                      |                          |
| Francesco Gavazzi                            | 1984. augusztus 1.       | Androni Giocattoli-Sidermec (2020)         |                          |
| Giovanni Lonardi                             | 1996. november 9.        | Bardiani CSF Faizanè (2021)                |                          |
| Mirco Maestri                                | 1991. október 26.        | Bardiani CSF Faizanè (2021)                |                          |
| Alex Martin                                  | 2000. január 25.         | Kometa U23 (2021)                          |                          |
| David Martin                                 | 1999. február 19.        | Kometa U23 (2021)                          |                          |
| Andrea Pietrobon                             | 1999. március 11.        | EOLO-Kometa U23 (2022)                     |                          |
| Davide Piganzoli                             | 2002. július 8.          | EOLO-Kometa U23 (2022)                     |                          |
| Simone Raccani (jan. 1.–aug. 9., jegyzet)    | 2001. március 2.         | Zalf Euromobil Fior (2022)                 |                          |
| Samuele Rivi                                 | 1998. május 11.          | Tirol KTM Cycling Team (2020)              |                          |
| Javier Serrano                               | 2001. április 17.        | EOLO-Kometa U23 (2022)                     |                          |
| Diego Sevilla                                | 1996. március 4.         | Polartec-Fundación Alberto Contador (2017) |                          |
| Fernando Tercero                             | 2001. december 28.       | EOLO-Kometa U23 (2022)                     |                          |
| Davide De Cassan (aug. 1.–dec. 31., trainee) | 2002. január 4.          | Cycling Team Friuli ASD (2023)             |                          |
| Francisco Muñoz (aug. 1.–dec. 31., trainee)  | 2001. június 24.         | EOLO-Kometa U23 (2022)                     |                          |
|                                              |                          |                                            |                          |
| Forrás: ProCyclingStats                      |                          |                                            |                          |

jegyzet: Simone Raccani, end of sports career